# Yengī Kahrīz
Yengī Kahrīz (persiska: ينگی كهريز, يَنگی گَهريز, يَنگی كَهريز, يَنگ كاريز) är en ort i Iran.   Den ligger i provinsen Qazvin, i den nordvästra delen av landet, 150 km väster om huvudstaden Teheran. Yengī Kahrīz ligger 1 583 meter över havet och antalet invånare är 173.
Terrängen runt Yengī Kahrīz är lite bergig. Runt Yengī Kahrīz är det ganska tätbefolkat, med 108 invånare per kvadratkilometer. Närmaste större samhälle är Dānesfahān, 9,9 km norr om Yengī Kahrīz. Trakten runt Yengī Kahrīz består i huvudsak av gräsmarker.